# 토우메 케이
토우메 케이(일본어: 冬目景 도우메 게이[*], 여성,  4월 13일생)는 일본의 만화가이다. 가나가와현 출생. 뎃생 느낌의 거친 화풍이나 개성적이고 독특한 스토리 전개에 능해 열광적인 팬들이 있다.

## 경력
다마 미술대학 미술학부 유화과를 졸업했다. 대학원 시험에서 떨어지자, 그 때부터 만화를 투고하기 시작했다. 초기 시절은 굉장히 궁핍했고, 에어컨도 냉장고도 목욕탕도 없는 방에서 만화를 그리고 있었다고 한다.
1992년, 토오메 케이(十目傾) 라는 필명으로 <코믹 버거> (이후 <코믹 버즈>)에 발표한「6첩 극장」으로 데뷔했다. 초기에는 <코믹 버거>에서 주로 단편을 내놓았다.
토우메 케이지(冬目景二)로 필명을 바꾸어 애프터눈 사계절상을 수상한 후에는 <코믹 버거>에서「양의 노래」, <주간 모닝>(코단샤)에서「흑철」의 연재를 시작했다. 그 후 활동의 폭을 넓혀 여러 가지 잡지에 작품을 발표하고 있다.
그러나 어시스턴트를 사용하지 않으며, 본인도 같은 작품을 계속 그리는 것이 서투른 탓인지 작품 숫자가 적고, 연재가 중단되거나 중간에 그만둬 버린 작품도 많다. 현재 장편으로써 완결을 한 작품은「양의 노래」, 「예스터데이를 노래하며」 뿐이다. 「예스터데이를 노래하며」(1998~2015)는 완결까지 18년이 걸렸다.
무한의 주인을 그린 사무라 히로아키는 토우메의 대학 동아리 후배이며, 토우메는 사무라에게 연필화 기법을 전수해 준 것으로 알려져 있다.
토우메 케이의 초기 동인지는 프리미엄이 붙어서 초 고가로 거래되고 있다.

## 작품
- 제로（1995, 1권 완간）
- 우리들의 변박자（1995, 1권 완간）
- 흑철（1996-, 5권까지 발매）
- 양의 노래（1995-2002, 7권 완간）
- 예스터데이를 노래하며（1999-2015, 완간）
- 루노（2002-, 1권 발매）
- 문차관내방기（2004, 국내 미간행）
- 환영박람회（2004-, 2권 발매）
- 모르모트의 시간（2004-2008, 4권 완간）
- ACONY (2004~2010, 3권 완간)
- 모모네 (2010, 1권 완간)